# Cenodocus borneensis
Cenodocus borneensis är en skalbaggsart som beskrevs av Gilmour och Stefan von Breuning 1963. Cenodocus borneensis ingår i släktet Cenodocus och familjen långhorningar. Inga underarter finns listade.